# Nanshi (Baoding)
Nanshi (南市区,  Nánshì Qū – „Südstadt“) ist ein nordchinesischer Stadtbezirk der bezirksfreien Stadt Baoding in der Provinz Hebei. Nanshi besitzt eine Fläche von 72,25 km² und zählt 239.200 Einwohner (2002).

## Administrative Gliederung
Auf Gemeindeebene setzt sich der Stadtbezirk aus fünf Großgemeinden und vier Gemeinden zusammen.